# Harmandia
Harmandia é um género botânico pertencente à família Olacaceae.

## Espécies
- Harmandia mekongensis